# ألعاب القوى في الألعاب البارالمبية الصيفية 2024 – سباق 200 متر للنساء
أقيمت منافسات سباق 200 متر للنساء ضمن ألعاب القوى في الألعاب البارالمبية الصيفية 2024 في ملعب فرنسا، خلال الفترة من 30 أغسطس إلى 7 سبتمبر 2024. تضمن هذا السباق مشاركة هناك 7 فئات خلال هذه المسافة.

## الجدولة
| د | الدور الأول | ½ | أنصاف النهائيات | ن | النهائي |

| التاريخ    | الجمعة 30 | الجمعة 30 | السبت 31 | السبت 31 | الأحد 1 | الأحد 1 | الاثنين 2 | الاثنين 2 | الثلاثاء 3 | الثلاثاء 3 | الأربعاء 4 | الأربعاء 4 | الخميس 5 | الخميس 5 | الجمعة 6 | الجمعة 6 | السبت 7 | السبت 7 |
| الحدث      | ص         | م         | ص        | م        | ص       | م       | ص         | م         | ص          | م          | ص          | م          | ص        | م        | ص        | م        | ص       | م       |
| ---------- | --------- | --------- | -------- | -------- | ------- | ------- | --------- | --------- | ---------- | ---------- | ---------- | ---------- | -------- | -------- | -------- | -------- | ------- | ------- |
| تي 11 200م |           |           |          |          |         |         |           |           |            |            |            |            | د        |          | ½        |          |         | ن       |
| تي 12 200م |           |           |          |          |         |         |           |           |            |            |            |            |          |          |          | د        |         | ن       |
| تي 35 200م |           |           |          |          |         | ن       |           |           |            |            |            |            |          |          |          |          |         |         |
| تي 36 200م |           |           |          | د        | ن       |         |           |           |            |            |            |            |          |          |          |          |         |         |
| تي 37 200م | د         | ن         |          |          |         |         |           |           |            |            |            |            |          |          |          |          |         |         |
| تي 47 200م |           |           |          |          |         |         |           |           |            |            |            |            |          |          |          |          | د       | ن       |
| تي 64 200م |           |           |          |          |         |         |           |           | د          | ن          |            |            |          |          |          |          |         |         |

## ملخص الميداليات
فيما يلي ملخص للميداليات الممنوحة في جميع منافسات 200 متر.
| Classification | الذهبية                                                        | الذهبية  | الفضية                                       | الفضية   | البرونزية                                     | البرونزية |
| -------------- | -------------------------------------------------------------- | -------- | -------------------------------------------- | -------- | --------------------------------------------- | --------- |
| تي 11          | جيروسا غيبر دوس سانتوس · البرازيل · المرشد: غابرييل دوس سانتوس | 24.51 PR | ليو كويكينغ · الصين · المرشد: تشين شينغ مينغ | 24.86    | لاهجا إيشيتيل · ناميبيا · المرشد: سيم شيماندا | 25.04     |
| تي 12          | أومارا دوراند · كوبا · المرشد: يونيول فارغاس                   | 23.62 SB | أليخاندرا باولا بيريز لوبيز · فنزويلا        | 24.19 PB | سيمران شارما · الهند · المرشد: أبهاي سينغ     | 24.75 PB  |
| تي 35          | تشو شيا · الصين                                                | 28.15    | غو كيانكيان · الصين                          | 29.09    | بريتي بال · الهند                             | 30.01     |
| تي 36          | شي يتينغ · الصين                                               | 27.50 PR | دانييل إيتشيسون · نيوزيلندا                  | 27.64    | مالي لوفيل · أستراليا                         | 29.82     |
| تي 37          | وين شياويان · الصين                                            | 25.86 PR | ناتاليا كوبزار · أوكرانيا                    | 27.43    | جيانغ فينفين · الصين                          | 27.55     |
| تي 47          | آنا غريمالدي · نيوزيلندا                                       | 24.72 AR | بريتني ماسون · الولايات المتحدة              | 25.18    | ساسيراوان إنثاتشوت · تايلاند                  | 25.20 SB  |
| تي 64          | كيمبرلي ألكيماده · هولندا                                      | 25.42    | مارلين فان غانسوينكل · هولندا                | 26.14    | إيرمغارد بينسوسان · ألمانيا                   | 26.77     |

## النتائج
فيما يلي نتائج النهائيات فقط لكل مسابقة من مسابقات 100 متر نساء في كل تصنيف. تفاصيل إضافية لكل سباق، بما في ذلك نتائج التصفيات وأنصاف النهائيات عند الحاجة، متوفرة في الصفحة المخصصة لكل فئة.

### تي 11
جرى السباق النهائي الخاص بهذا التصنيف في 7 سبتمبر 2024 على الساعة 19:23:
| الترتيب | المسار | الرياضية                                          | الدولة   | الزمن                 | ملاحظات |
| ------- | ------ | ------------------------------------------------- | -------- | --------------------- | ------- |
| الأول   | 5      | جيروسا غيبر دوس سانتوس المرشد: غابرييل دوس سانتوس | البرازيل | 24.51                 | =PR     |
| الثاني  | 3      | ليو كويكينغ المرشد: تشين شينغ مينغ                | الصين    | 24.86                 |         |
| الثالث  | 7      | لاهجا إيشيتيل المرشد: سيم شيماندا                 | ناميبيا  | 25.04                 |         |
| 4       | 1      | ليندا باتريسيا بيريز لوبيز المرشد: ألفارو هيريرا  | فنزويلا  | 25.44                 |         |
|         |        |                                                   |          | سرعة الرياح: +0.5 م/ث |         |

### تي 12
جرى السباق النهائي الخاص بهذا التصنيف في 7 سبتمبر 2024 على الساعة 19:33:
| الترتيب | المسار | الرياضية                            | الدولة  | الزمن                 | ملاحظات |
| ------- | ------ | ----------------------------------- | ------- | --------------------- | ------- |
| الأول   | 3      | أومارا دوراند المرشد: يونيول فارغاس | كوبا    | 23.62                 | SB      |
| الثاني  | 5      | أليخاندرا باولا بيريز لوبيز         | فنزويلا | 24.19                 | PB      |
| الثالث  | 7      | سيمران شارما المرشد: أبهاي سينغ     | الهند   | 24.75                 | PB      |
| 4       | 1      | هاجر صفرزاده                        | إيران   | 24.91                 | PB      |
|         |        |                                     |         | سرعة الرياح: -0.9 م/ث |         |

### تي 35
جرى السباق النهائي الخاص بهذا التصنيف في 1 سبتمبر 2024 على الساعة 19:57:
| الترتيب | المسار | الاسم           | الجنسية | الزمن                 | ملاحظات |
| ------- | ------ | --------------- | ------- | --------------------- | ------- |
| الأول   | 6      | تشو شيا         | الصين   | 28.15                 | SB      |
| الثاني  | 8      | غو كيانكيان     | الصين   | 29.09                 | PB      |
| الثالث  | 7      | بريتي بال       | الهند   | 30.01                 | PB      |
| 4       | 5      | فاطمة سويد      | العراق  | 31.06                 | PB      |
| 5       | 4      | إنغريد رينيتسكا | بولندا  | 31.79                 | PB      |
| 6       | 9      | جاغودا كيبيل    | بولندا  | 32.13                 |         |
| 7       | 3      | إيزابيل فوردر   | ألمانيا | 34.39                 |         |
|         |        |                 |         | سرعة الرياح: -0.1 م/ث |         |

### تي 36
جرى السباق النهائي الخاص بهذا التصنيف في 1 سبتمبر 2024 على الساعة 12:23:
| الترتيب | المسار | الاسم                 | الجنسية        | الزمن                 | ملاحظات |
| ------- | ------ | --------------------- | -------------- | --------------------- | ------- |
| الأول   | 6      | شي يتينغ              | الصين          | 27.50                 | PR, AR  |
| الثاني  | 7      | دانييل إيتشيسون       | نيوزيلندا      | 27.64                 |         |
| الثالث  | 8      | مالي لوفيل            | أستراليا       | 29.82                 |         |
| 4       | 4      | أراسيلي روتيلا        | الأرجنتين      | 29.89                 | AR      |
| 5       | 3      | جيون مين-جاي          | كوريا الجنوبية | 30.76                 | SB      |
| 6       | 9      | ساميرا دا سيلفا بريتو | البرازيل       | 31.01                 |         |
| 7       | 5      | فيرونيكا هيبوليتو     | البرازيل       | 31.03                 |         |
| 8       | 2      | نيكول نيكولايتسيك     | ألمانيا        | 31.72                 |         |
|         |        |                       |                | سرعة الرياح: -0.3 م/ث |         |

### تي 37
جرى السباق النهائي الخاص بهذا التصنيف في 30 أغسطس 2024 على الساعة 19:57:
| الترتيب | المسار | الاسم              | الجنسية                          | الزمن                 | ملاحظات |
| ------- | ------ | ------------------ | -------------------------------- | --------------------- | ------- |
| الأول   | 8      | وين شياويان        | الصين                            | 25.86                 | PR      |
| الثاني  | 9      | ناتاليا كوبزار     | أوكرانيا                         | 27.43                 | SB      |
| الثالث  | 6      | جيانغ فينفين       | الصين                            | 27.55                 |         |
| 4       | 2      | جالين روبرتس       | الولايات المتحدة                 | 27.99                 | SB      |
| 5       | 5      | ماندي فرانسوا-إيلي | فرنسا                            | 28.20                 |         |
| 6       | 3      | فيكتوريا سلانوفا   | الرياضيون البارالمبيون المحايدين | 28.53                 |         |
| 7       | 4      | شيريل جيمس         | جنوب إفريقيا                     | 29.08                 |         |
| 8       | 1      | أوراوان تشيمباين   | تايلاند                          | 33.04                 |         |
| 9       | 7      | تايلور سوانسون     | الولايات المتحدة                 | 44.85                 |         |
|         |        |                    |                                  | سرعة الرياح: +0.1 م/ث |         |

### تي 47
جرى السباق النهائي الخاص بهذا التصنيف في 7 سبتمبر 2024 على الساعة 19:43:
| الترتيب | المسار | الفئة | الرياضية                     | الدولة                           | الزمن                 | ملاحظات |
| ------- | ------ | ----- | ---------------------------- | -------------------------------- | --------------------- | ------- |
| الأول   | 7      | تي 47 | آنا غريمالدي                 | نيوزيلندا                        | 24.71                 | AR      |
| الثاني  | 8      | تي 46 | بريتني ماسون                 | الولايات المتحدة                 | 25.18                 |         |
| الثالث  | 4      | تي 47 | ساسيراوان إنثاتشوت           | تايلاند                          | 25.20                 | SB      |
| 4       | 6      | تي 47 | فيرناندا يارا دا سيلفا       | البرازيل                         | 25.35                 | PB      |
| 5       | 3      | تي 47 | ماريا كلارا أوغوستو دا سيلفا | البرازيل                         | 25.71                 |         |
| 6       | 2      | تي 47 | شيرياونا هاس                 | كندا                             | 25.76                 |         |
| 7       | 5      | تي 47 | أناستاسيا سولوفيفا           | الرياضيون البارالمبيون المحايدين | 26.05                 |         |
| 8       | 9      | تي 46 | لي لو                        | الصين                            | 25.66                 |         |
|         |        |       |                              |                                  | سرعة الرياح: -0.3 م/ث |         |

### تي 64
فئة تي 64 مخصصة للرياضيات اللواتي يعانين من نقص في طرف واحد تحت الركبة ويتنافسن باستخدام طرف اصطناعي.
جرى السباق النهائي الخاص بهذا التصنيف في 3 سبتمبر 2024 على الساعة 19:53:
| الترتيب | المسار | الاسم                  | الجنسية          | الزمن                 | ملاحظات  |
| ------- | ------ | ---------------------- | ---------------- | --------------------- | -------- |
| الأول   | 8      | كيمبرلي ألكيماده       | هولندا           | 25.42                 | PR       |
| الثاني  | 6      | مارلين فان غانسوينكل   | هولندا           | 26.14                 |          |
| الثالث  | 7      | إيرمغارد بينسوسان      | ألمانيا          | 26.77                 | SB       |
| 4       | 9      | ماريسا باباكونستانتينو | كندا             | 27.30                 |          |
| 5       | 3      | بياتريز هاتز           | الولايات المتحدة | 27.45                 |          |
| 6       | 5      | آني كاري               | الولايات المتحدة | 27.62                 | تي 44 AR |
| 7       | 4      | فيونا بينار باتالا     | إسبانيا          | 27.87                 |          |
| 8       | 2      | آنا ستيفن              | نيوزيلندا        | 29.37                 |          |
|         |        |                        |                  | سرعة الرياح: +0.5 م/ث |          |